# Orangetree
Orangetree è un census-designated place degli Stati Uniti d'America, situato nella parte settentrionale della Contea di Collier dello Stato della Florida.
Secondo le statistiche del 2010, la città ha una popolazione di 950 abitanti su una superficie di 11,50 km².